# 허구 국가
가상국가 또는 허구국가는 허구의 이야기에 존재하는 현실에는 존재하지 않거나, 증거물 없이 사람의 상상 속에 존재하는 나라를 의미한다. 가상 국가는 설화, 민담, 동화, 전설, 신화나 만화, 소설, 영화, 드라마, 게임, 애니메이션 등 창작물의 세계관 내에서만 존재하는 상상의 국가로 등장한다. 드물게 웹상에 건국된 마이크로네이션과 그와 비슷한 것을 뜻하기도 한다.

## 목적
다양한 목적을 가지는데, 대표적으로 토마스 모어의 유토피아에서처럼 작자의 이상향 구현이 있다.

## 종류

### 창작물에서의 허구 국가
- <가상 대륙>
  - 오즈(OZ) / (오즈의 마법사)
  - 오세아니아 / (1984년)
  - 차모니아(Zamonia) / (꿈꾸는 책들의 도시 등 작가 발터 뫼르스가 만들어낸 허구의 대륙 세계관)
  - 버섯 왕국, 쿠파 왕국 / (슈퍼마리오 오디세이)
  - NGL 자치국, 카킹국, 미테네 연방, 동고르트 공화국, 로카리오 공화국 - (헌터 X 헌터)
  - 오시아, 웰로우, 게벳, 파토, 벨카, 사핀, 우스티오, 오렐리아, 레서스, 유크토바니아, 에루지아, 중앙 유지아 연합, 에메리아, 에스토바키아, 노르덴나빅 / (에이스 컴뱃 시리즈의 스트레인지리얼 세계관)
  - 나니아 / (나니아 연대기)
  - 트로피코 / (트로피코 1,2,3,4,5)
- <아시아>
  - 고려연방 / (마리얼레트리)
  - 동아시아 / (1984년)
  - 대동아공화국 / (배틀로얄)
  - 대환제국
  - 중화연방 / (코드기어스 반역의 를르슈)
  - 아자디스탄 왕국, 크루지스 공화국 / (기동전사 건담 더블 오)
  - 율도국 / (홍길동전)
  - 키라트 / (파 크라이 시리즈, 파 크라이 4)
  - 케메드 / (땡땡의 모험)
  - 타키스탄 / (ARMA)
  - 아드지키스탄 / (SOCOM)
  - 에조 공화국 / (토탈 워 시리즈, 일 베티사드)
  - 북조선 공화국
  - 라오스 제국
- <유럽>
  - 루련(루크사트 주의 합중국 연맹) / (빵집소녀, 소녀전선)
  - 크라코지아 / (터미널)
  - 라트베리아 / (마블 코믹스 판타스틱4)
  - 소코비아 / (MCU 어벤져스: 에이지 오브 울트론)
  - 심카리아 / (마블 코믹스)
  - 우르크, 마토보니아 / (태양의 후예)
  - 동물공화국 / (동물농장)
  - 그랜드 펜윅 / (약소국 그랜드 펜윅의 뉴욕 침공기)
  - 트란시아 / (마블 코믹스)
  - 코로나 왕국, 아렌델 왕국 / (겨울왕국)
  - 행성연방 / (스타트렉)
  - 보르두리아, 실다비아 왕국 / (땡땡의 모험)
  - 제노비아 / (프린세스 다이어리, 프린세스 다이어리 2)
  - 메디치 / (저스트 코즈 시리즈)
  - 체르나루스, 알티스 공화국 / (ARMA)
  - 아메스트리스 공화국 / (강철의 연금술사)
  - 몰바니아 / (우리는 몰바니아로 간다)
  - 노스파이어 / (브이 포 벤데타, 브이 포 벤데타)
  - 쿠지크스탄 / (오버워치)
  - 시트러스 공국 / (라즈베리 타임즈)
- <아프리카>
  - 와칸다 / (마블 코믹스 블랙 팬서)
  - 바바르 왕국 / (코끼리 바바르, 바바르 코끼리왕)
  - 눔바니 / (오버워치)
  - 와디야 / (독재자)
- <아메리카>
  - 신성 브리타니아 제국 / (코드기어스 반역의 를르슈)
  - 뉴캘리포니아 공화국 / (폴아웃 시리즈)
  - 산 로렌조 / (고양이 요람)
  - 산 테오도로스, 누에보 리코, 상 리코 / (땡땡의 모험)
  - 남아메리카 연방 / (콜 오브 듀티)
  - 바나나 공화국 / (바나나 공화국)
  - 판엠 / (헝거 게임)
  - 미국, 엔클레이브 / (폴아웃 시리즈)
- <오세아니아>
  - 타노아 군도 / (ARMA)
  - 오세아니아, 영사 (1984년)
- <중동>
  - 보두안티아 공화국 / (죽어야 사는 남자)
  - 케메드 / (땡땡의 모험)
  - 아자디스탄 왕국 / (기동전사 건담 더블 오)
  - 타키스탄 / (ARMA)
- <남극>
  - 남극 연방 / (빵집소녀, 소녀전선)
- <두 개 이상의 대륙에 걸침>
  - 대경공산주의인민공화국 / 백괴사전
- <지구의 기타지역>
  - 릴리퍼트, 블레퍼스크, 브롭딩낵, 라퓨타, 발니바르비, 럭낵, 글럽덥그립, 휴이넘 / (걸리버 여행기)
  - 네버랜드 / (피터팬)
  - 지구희옥집단 유마수, 기계어오제국 마트린티스 / (천장전대 고세이저)
  - 혼트월 / (독수리 5형제)
  - 버섯 왕국, 쿠파 왕국 / (슈퍼마리오 오디세이)
  - NGL 자치국 / (헌터 X 헌터)
  - 로한 / (가운데땅)
  - 트로피코 / (트로피코 1,2,3,4,5)
- <우주>
  - 크립톤 / (DC코믹스 수퍼맨)
  - 아스가르드 / (마블코믹스)
  - 아틸란 / (마블코믹스 인휴먼스)
  - 지온 공국 / (기동전사 건담)
  - 우주제국 잔갸크 / (해적전대 고카이져)
  - 우주학멸군단 워스타 / (천장전대 고세이저)
  - 개조실험제국 메스 / (초신성 플래시맨)
  - 대성단 고즈마 / (전격전대 체인지맨)
  - 은하 공화국, 은하 제국, 퍼스트 오더 / (스타워즈)
  - 타우 제국 / (Warhammer 40,000)

### 인터넷에서의 허구 국가
크게 두 가지 분류로 구분된다. 웹상에 영토를 두는 마이크로네이션으로서의 허구국가와 대체역사를 가지고 지구 상이나 그 외 지역에 존재하는 대체 역사 가상국가다.

#### 마이크로네이션으로서의 허구 국가
마이크로네이션으로서의 허구국가의 대표적인 예는 다다월즈의 소수의 유저가 해당 서비스의 사용자 건축 월드를 기반으로 2004년 헌법을 갖추고 건국한 시민월드연방국이다. 2009년 관리자와 시민월드연방국 사이의 관계악화로 사용자 건축 월드에 대한 지원 중단되었지만 2010년 세컨드 라이프에 기반한 프로그램으로 독자적인 월드를 구축했다.

## 같이 보기
- 가공 세계
- 허구 장소
- 국가
- 유토피아
- 엘도라도
- 파라다이스
- 낙원
- 무릉도원
- 옛 나라 목록
- 옛 정당 목록
- 허구 국가의 국기 목록